# Robert de Rouvres
Robert de Rouvres, mort  le  16 juillet 1453 à Rouen, est un évêque de Maguelone et de Sées du XVe siècle.

## Biographie
Il est le premier fils de Enguerran de Rouvres, sommelier de l'échansonnerie du roi Charles VII.
Robert de Rouvre devient maître des requêtes, conseiller du roi et garde des sceaux sous Charles VII. Il est nommé évêque de Séez en 1422. Robert est un adversaire déclaré des anglais. Son diocèse étant en entier au pouvoir des ennemis, il se réfugie auprès de Charles VII et suit le roi dans la plupart de ses expéditions militaires ; il assiste en 1429 à son sacre où il représente un des pairs ecclésiastiques.
En 1453, il est nommé au siège de Maguelone, mais n'y met jamais les pieds. Robert de Rouvres remplit les fonctions de chancelier de France en avril-juin 1445.